# Юзефково (Ліпновський повіт)
Юзефково (пол. Józefkowo) — село в Польщі, у гміні Скемпе Ліпновського повіту Куявсько-Поморського воєводства.
У 1975-1998 роках село належало до Влоцлавського воєводства.